# 草彅洋平
草彅 洋平（くさなぎ ようへい、1976年 - ）は、日本の編集者。東京都出身。グラフィックデザイン制作などのクリエイティブを手がける東京ピストルの代表取締役。

## 概要
獨協大学在学中、現代詩作家の荒川洋治に師事。家具製造販売のイデー（IDÉE）退社後、2006年、アートディレクターの加藤賢策と株式会社東京ピストルを起業。企画立案から編集、執筆、コンサルティングなどを担当。執筆のジャンルは文学を基点にアート、広告、映像、音楽、アニメ、映画、萌え文化と幅広い。メジャーからアンダーグラウンドまで多岐にわたるクリエイティブ活動を行っている。

## 主な作品
- 『SPUTNIK magazine』（株式会社イデー、2000、副編集長）
- 『横井軍平ゲーム館 RETURNS ─ゲームボーイを生んだ発想力』（フィルムアート社、2010、編著）
- 『作家と温泉』（河出書房新社、2011、編著）
- 『決定版・ゲームの神様 横井軍平のことば ものづくりのイノベーション「枯れた技術の水平思考」とは何か? 』(P-Vine Books、2012、編著）
- 『JAPANESE MAKERS』(学研、2013）
- 『日本サウナ史』(株式会社 カンカンピーポー、2021）